# Шарарам
«Шарарам» («Шарарам у Країні Смішариків») — браузерна (мережева) дитяча розрахована на багато користувачів комп'ютерна онлайн-гра на основі flash-анімації, на базі однойменного інтернет-порталу. Розроблена ТОВ «Нові Медіа»  за підтримки оператора зв'язку «Мегафон» у 2007 - 2008 роках та інших спонсорів.
Гра офіційно була випущена 14 січня 2009 року. З того часу і по сьогодні гра функціонує на базі платформи Flash, а з 12 січня 2021 стала доступною на движку «Unity».
Відповідно до службових даних компанії, максимальний одночасний онлайн в «Шарарамі» варіюється від 1000 до 3420 гравців (2020). Згідно з офіційними даними компанії, актуальними на 2018 рік, сумована відвідуваність порталу, розташованого на двох доменах, становить 80—115 тис. унікальних відвідувачів на день.
За десять років існування «Шарараму» випущено понад 300 квестів, близько 100 міні-ігор, намальовано понад 100 локацій. Зареєстровано понад 70 млн. чоловік.
З 2012 по 2017 рік існувала англомовна версія гри «RolyPolyLand», але вона не користувалася великою популярністю, тому була закрита.
8 лютого 2017 року в Google Play та App Store з'явилася бета-версія мобільного клієнта для Шарарама під назвою «Шарарам у Країні Смішариків», розробленого ТОВ «Нові Медіа». Для його функціонування було обов'язково завантаження браузера Puffin, що має вбудовану підтримку Adobe Flash Player, інакше недоступного для мобільних пристроїв. 11 лютого того ж року клієнт був вилучений зі всіх магазинів. На даний момент у Шарарам з мобільних пристроїв можна пограти за допомогою браузера Puffin .

## Історія
Влітку 2008 року стало відомо про початок бета-тесту гри «Шарарам у Країні Смішариків» — проекту на основі flash-анімації, де кожен міг стати Смішариком, спілкуватися в чаті, заводити собі друзів та пізнавати світ. Активна робота щодо створення цього проекту розпочалася кількома роками раніше.
28 грудня 2008 бета-тестування проекту завершується і він стає доступним для входу власникам СмешКарти, а з 14 січня 2009 - для всіх. 21 листопада 2016 став доступним для скачування лаунчер Шарарама на комп'ютери під керуванням Windows, а з 2 лютого 2021 - macOS .
У 2010 році «Шарарам у Країні Смішариків» був нагороджений національною (громадською) премією « Золоте ведмежа » у номінації «Інтернет-проект року».
3 грудня 2020 року «Шарарам» став лауреатом «Премії Рунету ».